# Primadonna
Primadonna (z wł. prima donna = pierwsza dama) – główna śpiewaczka operowa w teatrze operowym. Zwykle sopran. 
Według stereotypu primadonna jest nieprzewidywalna, kapryśna, egoistyczna, ma wysokie mniemanie o własnej wartości. Toteż w języku polskim słowo to ma raczej konotację negatywną, groteskową. Modelowym archetypem primadonny jest np. postać La Carlotty w musicalu Upiór w Operze.